# Datorvirus
Datorvirus eller datavirus är skadliga datorprogram som sprider sig genom att lägga en kopia av sig själva inuti andra program, värdprogram, på sådant sätt att koden körs då värdprogrammet körs. Då ett infekterat värdprogram körs kan dess virus spridas ytterligare och även utföra annat som viruset har konstruerats för att göra. I dagligt tal kallar man ofta alla typer av skadlig programkod för virus. Majoriteten av datorvirus riktar sig mot system som kör Microsoft Windows.
För att de egentliga virusen skall kunna spridas krävs dels att infekterade program kopieras till andra datorer, dels att programmen körs med tillräckliga rättigheter för att kunna infektera andra program. De egentliga virusen är numera ovanliga och deras roll har övertagits dels av makrovirus, som bifogar sin kod till olika typers dokument i form av så kallade makron, dels av trojanska hästar, där den skadliga koden är inarbetad i, inte bara bifogad, ett annat program, om inte hela programmet är skrivet för ändamålet.
Datorvirus kan orsaka stora problem och ekonomisk skada p.g.a systemfel, reparationer och korrupt- eller förlorad data.
För att undvika att drabbas av datorvirus eller annan elakartad programkod kan man använda sig av antivirusprogram. Vidare uppmanas man att aktivera datorns brandvägg samt se till att operativsystemet, appar och program är uppdaterade för att undvika säkerhetshål.

## Faser
Ett virus verkar genom att genomgå flera faser för att kunna fortsätta sprida sig. Till en början måste viruset infektera en värd, det är på detta sätt som den replikerar sig själv. Sedan för att undgå antivirusprogram måste viruset modifiera sig självt. Genom detta skriver viruset om sin källkod, så att det blir svårt att identifiera att det är ett virus. Vid något tillfälle aktiveras viruset, och då levererar viruset sin nyttolast till värden.

## Spridning
Såväl virus som makrovirus och trojanska hästar sprids ofta genom bluffmejl eller chattappar så att programmet eller det infekterade dokumentet skickas som en bilaga eller genom en länk i själva brevet. En oförsiktig användare kan då lätt komma att köra koden. Ibland utnyttjas svagheter i operativsystemet eller e-postprogrammet så att koden körs mer eller mindre automatiskt. Angriparnas påstådda ärende i mejlen varierar, men de försöker nästan alltid att göra mottagaren nyfiken, glad eller rädd. De försöker även stressa mottagaren och påtala att det är bråttom så vederbörande upplever att de inte hinner tänka efter innan de klickar på länken eller öppnar bilagan.
Ofta innehåller programmet kod för att leta rätt på e-postadresser på den drabbade datorn och skicka koden vidare till dessa. För att göra meddelandet mer personligt kan en del virus använda dokument eller dokumentfragment de hittar på datorn.

## Virus och operativsystem
Intrång av datorvirus förebyggs genom att undvika att köra främmande program, och genom uppdatering och val av operativsystem, e-postprogram, webbläsare och andra program som kan komma i kontakt med främmande filer. För att upptäcka och avlägsna virus finns antivirusprogram.
För att undvika virusangrepp uppmanas internetanvändare att aldrig öppna bifogade filer och undvika att klicka på länkar i mejl eller meddelanden från avsändare de är osäkra på. Vid minsta tveksamhet bör man alltid kontakta avsändaren, via en kontaktväg som man själv letat upp, och kontrollera om de försökt kontakta dig i det aktuella ärendet. Man bör inte svara på misstänkta mejl.
Majoriteten av dagens datorvirus är skrivna för Microsoft Windows. Orsakerna är flera: En del på månganvändarsystem självklara begränsningar saknades länge i Windows och Windows körs fortfarande ofta så. Windows-användare är vana med att rekommenderas att ladda ner och installera främmande program, medan användare av många andra operativsystem är vana att få de allra flesta av sina program från en central pålitlig källa. Windows skiljer i användargränssnittet inte mellan att öppna och köra en fil, vilket gör det lätt att lura användare att köra främmande kod. Slutligen är Windows det på persondatorer vanligaste operativsystemet.
Enligt antivirusföretaget McAfee fanns det år 2004 över 100 000 olika virus och trojanska hästar och varje dag tillkommer 25-30 nya virus.
Det finns virus även till DOS och gamla Mac OS Classic, men det finns ytterst få virus till Unix eller OS X. I Unix distribuerades programvaran ofta som källkod, användare har skrivrättigheter bara till program de installerat för sig själva och användarna var tekniskt kunnigare än PC-användarna. Allt detta bidrog till att virus hade svårt att sprida sig. Interaktiva inbrottsförsök, rootkits och internetmaskar fanns och finns också för olika Unix-varianter.

## Datorvirusens upphovsmän
Personerna som står bakom spridandet av datorvirus har på senare år ändrat karaktär.[under 1990-talet?] Från att ha varit duktiga programmerare som vill testa sina kunskaper och se hur snabbt deras harmlösa program kan spridas över världens datorer är det nu till stor del organiserade ligor som tjänar pengar på virusspridningen. Vissa datorvirus öppnar i samband med infektering tjänster på de drabbade datorerna vilket gör att de fungerar som en knutpunkt och fjärrstyrd datorslav vid till exempel överbelastningsattacker. Se botnet.

## Kända datorvirus
- Creeper 1971[7]
- Elk Cloner (Sägs vara det första datorviruset.) 1982
- (c)Brain (Sägs vara det första datorviruset för PC.) 1986[8]
- Michelangelo 1993
- CIH (Sv. Tjernobyl) 1998
- Melissa 1999
- DNSChanger 2007[9]
- WannaCry 2017